# Nartan
Nartan (russisch Нартан; kabardinisch Нартанэ) ist ein Dorf (selo) in der Republik Kabardino-Balkarien in Russland mit 12.813 Einwohnern (Stand 14. Oktober 2010).

## Geographie
Der Ort liegt am Nordrand des Großen Kaukasus, etwa 8 km Luftlinie ostnordöstlich des Zentrums der Republikhauptstadt Naltschik, faktisch unmittelbar an diese anschließend. Nartan erstreckt sich am rechten Ufer des Flusses Naltschik, der über den Urwan zum rechten Baksan-Nebenfluss Tscherek abfließt.
Nartan gehört zum Rajon Tschegemski und befindet sich gut 10 km südöstlich von dessen Verwaltungszentrum Tschegem. Das Dorf ist Sitz der Landgemeinde (selskoje posselenije) Nartan, zu der außerdem die unweit nordöstlich gelegene Ortschaft Doroschny rasjesd Nartan gehört.

## Geschichte
Das Gründungsjahr des Dorfes ist unbekannt. Während des Kaukasuskrieges von 1817 bis 1864 existierten auf seinem heutigen Territorium die kabardinischen Aule mit den russifizierten Namen Klischbijewo – als bedeutendster – sowie Agsagowo, Atlaskirowo, Chaudowo und Gukeschewo. 1865 die Dörfer unter dem Namen Klischbijewo vereinigt. Nach der Oktoberrevolution wurde dieser 1920, wie bei vielen anderen kabardinischen Orten, als Ableitung vom Namen einer Adelsfamilie (zuletzt Soslanbek Klischbijew, 1910–1917 Oberhaupt des Okrugs Naltschik) abgeschafft und der neue Name Nartan gegeben, im Kabardinischen etwa für Mutter des Recken (nart).
Von 1924 bis 1944 gehörte das Dorf zum Naltschikski rajon, von 1944 bis 1962 und wieder seit 1964 zum Tschegemski rajon, dazwischen kurzzeitig, von 1962 bis 1964 zum Urwanski rajon. Die Einwohnerzahl des Dorfes als Vorort der Großstadt Naltschik wuchs verstärkt ab den 1970er-Jahren.

### Bevölkerungsentwicklung
| Jahr | Einwohner |
| ---- | --------- |
| 1939 | 4.560     |
| 1979 | 8.805     |
| 2002 | 12.325    |
| 2010 | 12.813    |

Anmerkung: Volkszählungsdaten

## Verkehr
Am nordöstlichen Ende des Dorfes führt die neue Trasse der föderalen Fernstraße R217 Kawkas (ehemals M29) vorbei, dort im Verlauf der weiträumigen, zwischen 1999 und 2011 eröffneten, als Autobahn ausgebauten Umgehung der Städte Naltschik und Tschegem. Südöstlich an Nartan vorbei verläuft die alte, bereits seit den 1970er-Jahren autobahnähnlich ausgebaute Trasse, nunmehr der östliche Zubringer nach Naltschik.
Nördlich des Ortes liegt die Bahnstation Nartan bei Kilometer 30 der 1914 eröffneten Eisenbahnstrecke Kotljarewskaja (Maiski) – Naltschik.